# Koerzitive Funktion
In der Mathematik wird eine reellwertige Funktion als koerzitiv (oder koerziv) bezeichnet, falls die Funktionswerte gegen positiv unendlich streben, wenn die Norm der Eingabewerte gegen unendlich strebt.

## Definition
Sei {\displaystyle \left(X,\|\cdot \|\right)} ein normierter Raum und {\displaystyle f\colon X\rightarrow \mathbb {R} } eine reellwertige Funktion auf {\displaystyle X}.
Die Funktion {\displaystyle f} heißt koerzitiv, falls für alle Folgen {\displaystyle \left(x_{n}\right)_{n\in \mathbb {N} }\subset X} mit {\displaystyle \lim \limits _{n\rightarrow \infty }\left\|x_{n}\right\|=+\infty } gilt: 
{\displaystyle \lim \limits _{n\rightarrow \infty }f(x_{n})=+\infty }.

## Motivation
Im Allgemeinen nehmen stetige Funktionen auf nicht-kompakten Mengen kein Minimum oder Maximum an, z. B. realisiert {\displaystyle f\colon \mathbb {R} \rightarrow \mathbb {R} ,\quad x\mapsto x^{3}} das Maximum und das Minimum nicht. Diese Funktion ist nach unten und nach oben unbeschränkt und nicht koerzitiv.
{\displaystyle g\colon \mathbb {R} \rightarrow \mathbb {R} ,\quad x\mapsto x^{2}} ist hingegen koerzitiv und nimmt das Minimum ({\displaystyle 0=g(0)}) an.
Folgender Satz macht klar, unter welchen Bedingungen eine koerzitive Funktion ihr Minimum tatsächlich annimmt:
Sei {\displaystyle X} ein reflexiver Banachraum und {\displaystyle f\colon X\rightarrow \mathbb {R} } erfülle wenigstens eine der folgenden Bedingungen:
- {\displaystyle f} ist schwach halbstetig von unten und koerzitiv
- {\displaystyle f} ist stetig, konvex und koerzitiv

Dann nimmt {\displaystyle f} das Minimum an.

## Erweiterung auf Sesquilinearformen
Eine komplexwertige Sesquilinearform {\displaystyle B\colon X\times X\rightarrow \mathbb {C} } wird als koerzitiv bezeichnet, falls die Funktion  {\displaystyle x\mapsto B(x,x)} reellwertig und koerzitiv ist. Diese Eigenschaft findet z. B. im Lemma von Lax-Milgram Anwendung.
Der Begriff darf nicht mit der Koerzitivfeldstärke verwechselt werden.